# Melolontha cuprescens
Melolontha cuprescens är en skalbaggsart som beskrevs av Blanchard 1871. Melolontha cuprescens ingår i släktet Melolontha och familjen Melolonthidae. Inga underarter finns listade i Catalogue of Life.